# Survivalism
Survivalism (znany także jako Halo 23) – pierwszy singel Nine Inch Nails z albumu Year Zero wydanego w 2007. Utwór ten jest 3 na albumie. Singel został wydany w formie cyfrowej w iTunes Store 3 marca, a wersje CD i na winylu zostały wydane 2 kwietnia.
4 lutego 2007 fragment refrenu można było usłyszeć po wykręceniu numeru telefonicznego 1-310-295-1040, który można było znaleźć poprzez połączenie niepokolorowanych cyfr z tyłu koszulki promującej trasę. W stacjach radiowych "Survivalism" miał się pojawić 27 lutego, jednak 15 lutego został zagrany w kanadyjskim radiu The Edge z Toronto i następnego dnia oficjalnie był już grany w całych Stanach Zjednoczonych. Później pojawił się także na oficjalnym profilu NIN na MySpace.
Pierwszy raz na żywo "Survivalism" został wykonany 19 lutego 2007 podczas koncertu w Barcelonie.

## Lista utworów

### Promo CD
1. "Survivalism" (LP version) – 4:22
2. "Survivalism" (edit) – 4:22

### Singel iTunes (Halo 23i)
1. "Survivalism" – 4:22

### UK / Międzynarodowy (2 utwory)
1. "Survivalism" – 4:22
2. "Survivalism_Tardusted" – 4:19

### Międzynarodowy CD Maxi
1. "Survivalism" – 4:22
2. "Survivalism_Tardusted" – 4:19
3. "The Greater God" (Instrumental) – 5:03
4. "Survivalism" (Video)

### UK 9" winyl
1. "Survivalism" – 4:22
2. "Survivalism_OpalHeartClinic_Niggy_Tardust!(Escaped..." – 4:18

## Teledysk
Zdjęcia do teledysku rozpoczęły się 5 lutego 2007 w Los Angeles. Reżyserami klipu są Alex Lieu, Rob Sheridan i Trent Reznor.
Video pojawiło się w internecie 7 marca 2007, po koncercie w Carling Academy Brixton w Londynie, gdzie niektórzy fani znaleźli pamięci USB z teledyskiem w niskiej i wysokiej rozdzielczości.
Teledysk składa się z serii obrazów z konsoli ukrytych kamer zainstalowanych w bloku apartamentowym. Gdy kamera przemieszcza się pomiędzy ekranami, widzowie mogą zobaczyć życie kilku mieszkańców, m.in.:
- Katatocznina starsza para oglądająca telewizję z portretem za nimi
- Mężczyzna pilnujący żonę pod wpływem narkotyków
- Para dwóch mężczyzn podczas stosunku (ocenzurowane przez US Bureau of Morality w wersji telewizyjnej)
- Azjatka topless nakładająca makijaż w łazience (ocenzurowane przez US Bureau of Morality w wersji telewizyjnej)
- Mężczyzna siedzący przy stole i patrzący na swoje jedzenie
- Trzech mężczyzn w sklepie pracujących przy szablonach
- Mężczyzna surfujący po internecie na swoim laptopie Apple'a
- Zespół (Nine Inch Nails) wykonujący piosenkę w pokoju

Są także kamery nakierowane na korytarze i schody. Po około minucie, ekrany pokazują uzbrojoną brygadę SWAT na zewnątrz. W końcu wybijają drzwi (z napisem "REV 18 3-4" – odwołanie do Biblii) i wchodzą do pokoju w którym gra zespół. Hałas niepokoi wszystkich mieszkańców, którzy natychmiast przestają wykonywać swoje czynności, wyruszają aby zbadać o co chodzi, a następnie wracają do swoich zajęć. W tym miejscu niektóre kamery zostały wyłączone i pokazane nieruchome. Zespołu nie ma już w pokoju, a na podłodze widać smugę krwi. Finałowa scena pokazuje członka brygady SWAT niosącego krawiące zwłoki.

## Twórcy
- Susan Bonds – produkcja teledysku
- Alex Lieu – reżyseria teledysku
- Trent Reznor – tekst, występ, reżyseria teledysku, produkcja
- Atticus Ross – produkcja
- Rob Sheridan – reżyseria teledysku
- Saul Williams – chórki
- Eric Wycoff – zdjęcia teledysku